# Sotírios Athanasópoulos
Sotírios Athanasópoulos (en grec moderne : Σωτήριος Αθανασόπουλος) est un gymnaste grec.
Avec Thomás Xenákis, Nikólaos Andriakópoulos et Pétros Persákis, il remporte une médaille d'argent lors des Jeux olympiques d'été de 1896 à Athènes, dans l'épreuve par équipes des barres parallèles.